# Опаре, Дэниел
Дэ́ниел Та́виа Опа́ре (англ. Daniel Tawiah Opare; 18 октября 1990, Аккра, Гана) — ганский футболист, защитник. Выступал за национальную сборную Ганы.

## Карьера
Начал футбольную карьеру в клубе «Ашанти Голд», после одного года в котором перешёл в «Сфаксьен». Проведя там сезон 2007/2008 и произведя впечатление своей игрой за юношескую сборную Ганы, Опаре был приобретен «Реал Мадрид Кастилья».
Летом 2010 года Даниэль присоединился к «Стандарду», в составе которого в том же сезоне стал обладателем Кубка Бельгии.
20 мая 2014 года было объявлено, что Опаре подписал контракт с «Порту».
20 января 2015 года защитник был отдан в аренду до конца сезона в турецкий клуб «Бешикташ».
14 августа 2015 году Опаре перешёл в немецкий «Аугсбург», с которым заключил трёхлетний контракт. В новом клубе он долго не мог закрепиться в составе и нарушал дисциплину. В марте 2016 года после опоздания на тренировку Даниэль был на несколько недель отстранён от игр и тренировок с основным составом. В 2017 году он выступал в аренде во французском «Лансе». После возвращения из аренды Опаре продолжил играть за «Аугсбург» и был близок к заключению нового контракта, но в феврале 2018 года вновь был отстранён от тренировок команды за «нарушение клубного кодекса поведения».
12 июля 2018 года Опаре в статусе свободного агента подписал двухлетний контракт с бельгийским клубом «Антверпен».

## Международная карьера
Опаре вызывался в юношескую сборную Ганы (до 17 лет), в составе которой занял 3 место в юношеском чемпионате Африки 2007 года в Того. Опаре также принял участие в чемпионате мира по футболу среди юношеских команд 2007 в Южной Корее, проведя все 7 матчей своей сборной на турнире. Опаре был признан лучшим защитником чемпионата.
В составе Молодёжной сборной Ганы (до 20 лет) Опаре стал победителем чемпионата мира по футболу среди молодёжных команд 2009 в Египте.
13 ноября 2007 года, три недели спустя своего семнадцатилетия, Дэниел получил вызов в сборную Ганы на товарищеский матч против сборной Того.
Опаре находился в расширенном списке сборной Ганы при подготовке к Кубку африканских наций 2008, однако не был включен в заявку из-за растяжения связок.
В январе 2012 года Даниэль был включен в заявку сборной Ганы на Кубок африканских наций 2012, однако на турнире за сборную не провёл ни одного матча.

## Достижения
Сфаксьен
- Обладатель Кубка Конфедерации КАФ: 2008

 Стандард (Льеж)
- Обладатель Кубка Бельгии: 2011